# 퍼넬러피 헤인스

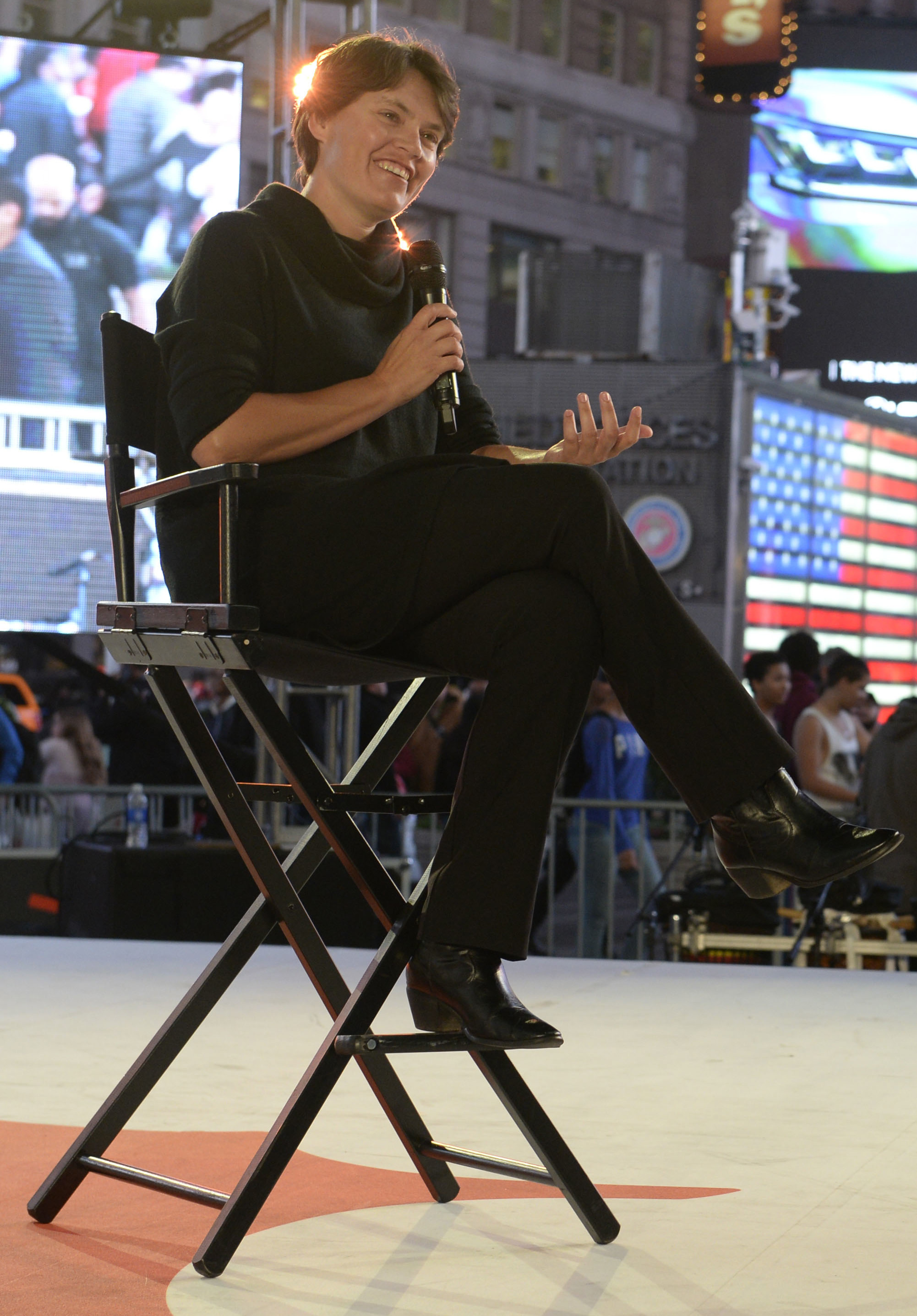

퍼넬러피 (페니) 헤인스(Penelope (Penny) Heyns, 1974년 11월 8일 ~ )는 남아프리카공화국의 수영 선수이며, 1996년 애틀랜타 올림픽에서 100m와 200m 평영에서 금메달을 따면서 올림픽 역사상 2개의 평영 종목을 둘다 우승한 단 하나의 여성 선수로 알려졌다. 오스트레일리아의 리셀 존스와 더불어 가장 위대한 평영 선수들 중의 하나로 여겨졌다.

## 수영 경력
하우텡 주 스프링스에서 태어난 헤인스는 1992년 바르셀로나 올림픽에 가장 어린 나이로 출전한 선수였으며, 1994년 빅토리아에서 열린 코먼웰스 게임에서 100m 평영 동메달을 땄다.
1996년 3월 두바이에서 처음으로 자신의 100m 평영 세계 기록을 깼다. 애틀랜타 올림픽에서 100m(그 종목의 세계 기록을 깼음)와 200m(그 종목의 올림픽 기록을 깼음) 평영을 우승하여 그녀를 올림픽 역사상 두개의 평영 종목을 우승한 단 하나의 여성 선수로 만들었다.
1998년 뉴욕에서 열린 굿윌 게임에서 헤인스는 50m 평영 세계 기록을 세웠다.
1999년 3대주에서 열린 대회에서 3개월에 대량 11개의 세계 기록을 세웠는 데, 그녀를 동시에 가능한 6개의 평영 세계 기록 중 5개의 보유자로 만들었다.
1996년과 1999년 스위밍 월드 잡지에 의하여 "올해의 여성 수영 선수"로 선정되었다.
2000년 시드니 올림픽에도 참가하였지만, 100m 평영 동메달에 그쳤다.
2001년 수영에서 은퇴한 헤인스는 국제 수영 연맹의 위원을 지냈으며, 텔레비전 캐스터는 물론 비지니스우먼 및 연설자로 활약하고 있다.
2004년 위대한 남아프리카인 톱 100에서 52위로 뽑혔다.

## 같이 보기
- 올림픽 수영 여자 메달리스트 목록
- 수영 평영 50m 세계 기록 추이